# Остин, Фрэнсис
Сэр Фрэнсис Уильям Остин (англ. Sir Francis William Austen; 23 апреля 1774 — 10 августа 1865) — британский военно-морской деятель, адмирал флота.
Родился в семье приходского священника Джорджа Остина и его супруги Кассандры Ли. Его старшими братьями были Джеймс (1765—1819), Джордж (1766—1838), Эдвард (1768—1852), Генри Томас (1771—1850), старшей сестрой — Кассандра Элизабет (1773—1845). Его младший брат — Чарльз, был адмиралом британского флота; младшая сестра — Джейн — писательницей.
Состоял в Королевском военно-морском флоте и участвовал в захвате примерно 40 судов.